# Non è un paese per giovani
Non è un paese per giovani è un film del 2017 diretto da Giovanni Veronesi.

## Trama
Sandro e Luciano si conoscono lavorando da camerieri in un ristorante romano. Uno sogna in segreto di diventare scrittore, l'altro di aprire un ristorante con wifi a Cuba, dove le connessioni internet sono rare e costose. I due partono insieme inseguendo l'affare. Laggiù incontreranno Nora, una ragazza italiana travolgente, malinconica e fuori di testa.

## Produzione
Le riprese sono durate 6 settimane e sono state svolte tra Roma, L'Avana e Cayo Largo

## Distribuzione
Il film è stato presentato in anteprima mondiale il 19 febbraio 2017 negli Stati Uniti, nell'ambito del Los Angeles, Italia. È uscito nelle sale cinematografiche italiane il 23 marzo 2017, distribuito da 01 Distribution.

## Colonna sonora
La colonna sonora originale è firmata da Giuliano Sangiorgi dei Negramaro. Tra i pezzi musicali del film, anche il brano Lo sai da qui, contenuto nell'album La rivoluzione sta arrivando.

## Riconoscimenti
- 2017 - Nastro d'argento
  - Candidatura per la Migliore attrice protagonista a Sara Serraiocco
  - Candidatura per la Migliore colonna sonora a Giuliano Sangiorgi
  - Candidatura per la Cinquina Speciale 2017 - Miglior film sui giovani a Andrea Molaioli
- 2017 - Ciak d'oro
  - Miglior canzone originale (Lo sai da qui) a Giuliano Sangiorgi
  - Candidatura per il Migliore attore non protagonista a Sergio Rubini
  - Candidatura per la Migliore colonna sonora a Giuliano Sangiorgi